# El navegante: una odisea en el tiempo
El navegante: una odisea en el tiempo (en inglés: The Navigator: A Medieval Odyssey) es un largometraje de 1988, coproducido entre Australia y Nueva Zelanda, dirigido por Vincent Ward. Ganó varios premios en estos dos países, entre los que se incluye el Australian Film institute Award a la mejor película y en festivales europeos de cine fantástico. 

## Argumento
Durante la Peste Negra de Inglaterra del siglo XIV, la gente de un remoto pueblo de montaña escucha con temor las noticias del avance de la epidemia. En un intento de detener la infección,  confían en las visiones de un chico, llamado Griffin, con fama de ver más allá. Con el respaldo del aventurero más famoso del pueblo, Connor, a quien Griffin idolatra, un grupo de vecinos viaja a una caverna cercana con el propósito de traer mineral de cobre con el que forjar una cruz que, siguiendo las visiones del chico, pondrán en el campanario más alto como una ofrenda para la protección de Dios.
Cuando la luna llena sale, los vecinos encuentran una escalera en un túnel de la mina que les lleva a la Nueva Zelanda actual. La película pasa del blanco y negro al color. Los viajeros se maravillan ante la tecnología que ellos creen propia de una gran ciudad, sin preguntarse en que año están. Pero Griffin está preocupado: ha tenido un oscuro presentimiento.

## Reparto
- Bruce Lyons como Connor.
- Chris Haywood como Arno.
- Hamish McFarlane Como Griffin.
- Marshall Napier como Searle.
- Noel Appleby como Ulf.
- Paul Livingston como Martin.
- Sarah Peirse como Linnet.
- Mark Wheatley como Tog 1.
- Tony Herbert cuando Tog 2.
- Jessica Cardiff-Smith como Esme.
- Roy Wesney como Abuelo.
- Kathleen-Elizabeth Kelly como Abuela.
- Jay Saussey como novia de Griffin.
- Charles Walker como Viejo Chrissie.
- Desmond Kelly como Smithy.
- Bill Le Marquand como Tom.
- Jay Laga'aia como Jay.
- Norman Fairley como capitán de Submarino.
- Alistair Babbage como Grigor.
- Barron Cristiano como Capitán de Submarino americano.

## Desarrollo y producción
La idea para la película se originó cuándo Ward intentó cruzar una autobahn y se quedó atrapado en el medio. Esto le llevó a preguntarse lo que supondría para una persona del medievo encontrarse en el Siglo XX. Ward también se inspiró en un reportaje sobre una tribu de Papua Nueva Guinea que visitó una ciudad australiana, y en el mito infantil de que cavando a través de la tierra sales por el otro lado. El guion original era una comedia.
La película es en parte un intento de ver la vida moderna de una manera qué parezca nueva y extraña. Ward ha comparado a los neozelandeses actuales con los personajes medievales de la película y la política libre nuclear de Nueva Zelanda con el intento de frenar la peste (aludiendo a la escena del submarino nuclear) En ambos casos unas pequeñas comunidades intentan determinar su propio destino. Ward también sentía que había semejanzas más generales entre los siglos XIV y XX, en particular las guerras a gran escala y el paralelismo entre el miedo a la peste y al SIDA.
De todas formas Ward ha dicho que la película no pretende enviar un mensaje en particulasr pues "Principalmente es una historia de aventura ... No quiero parecer demasiado pesado - básicamente es sobre un grupo de gente que viaja través de la tierra" y "Sobre la Fe, sobre la necesidad de mantener la creencia en algo".

### Banda sonora
La banda sonora del film estuvo compuesta por Davood Tabrizi con una variedad enorme de estilos musicales que incluyen música Celta, música militar escocesa, cánticos gregorianos, y música minera, con influencias del Oriente Medio.

## Recepción
Escogido para competición en el 1988 Cannes Festival de cine, y a pesar de que no ganó ningún premio, recibió cinco minutos de ovación. Caryn James del New York Times describió la película como "una oscura y emocionante fantasía que sitúa a Ward entre los más innovadores fabricantes de películas". En Tomates Podridos la película recibió un 80%.

### Premios
- Fantafestival, Roma: Premio de Jurado, Película Mejor.[14]
- El cine Fantástico, Sitges Festival de cine, España: Película Mejor.[15]
- Festival internacional de Películas de Fantasía, Múnich: Película Mejor.
- Premios de Instituto de Película australianos: Película Mejor, Dirección Mejor, Cinematografía Mejor, Más Editando, Diseño de Producción, Diseño de Trajes.
- Fantasporto, Portugal: Película Mejor (1989)
- [11]

## Análisis crítico
El Crítico de cine Russell Campbell argumentó que la película era parte de la tradición surrealista que rechaza el "racionalismo" encarnado este en las armas nucleares.